# 李鳳翱
李鳳翱（1490年—？），一说李鳳翔，字伯瑞，四川成都府成都县人。明朝政治人物、进士出身。

## 生平
治春秋，四川乡试第九名，嘉靖二年（1523年），登癸未科会试一百九十五名，廷试二甲七十一名進士，授兵部主事。

## 家族
曾祖李德勝，壽官。祖父李杲。父李時新。母阮氏。重庆下。弟李凤阳。